# Чиянев, Пётр Александрович
Пётр Александрович Чиянев (1919—1996) — командир орудия 823-го артиллерийского Берлинского полка 301-й стрелковой Сталинской ордена Суворова дивизии 9-го стрелкового Бранденбургского Краснознамённого ордена Суворова корпуса 5-я ударная армия 1-й Белорусский фронт, старшина, Герой Советского Союза (1945). Кавалер ордена Славы 2-й и 3-й степеней.

## Биография
Родился в крестьянской семье, русский. Окончил четыре класса школы, работал грузчиком.
В Красной армии с 1939 года. Участник Великой Отечественной войны.
В феврале 1945 года в боях вблизи города Врицен (Германия) расчёт старшины Чиянева, отражая атаки танков и пехоты противника, уничтожил пять танков и много живой силы противника.
Указом Президиума Верховного Совета СССР от 24 марта 1945 года «за образцовое выполнение боевых заданий командования и проявленные мужество и героизм в боях с немецко-фашистскими захватчиками» старшине Чияневу П. А. было присвоено звание Героя Советского Союза.
После демобилизации в 1945 году вернулся в родное село, работал в совхозе и заведующим парома через Оку.
Скончался 6 сентября 1996.

## Награды
- Звание Героя Советского Союза присвоено 25 марта 1945, с вручением медали «Золотая Звезда» (№ 5619) и ордена Ленина (№ 28221)[1];
- Орден Отечественной войны 1 степени (1985)[2];
- Орден Красной Звезды[3];
- Орден Славы 2 степени[4];
- Орден Славы 3 степени[5];
- Также ряд медалей.
в том числе:
Медаль «За оборону Кавказа»[6];.